# Città metropolitana di Bari
La città metropolitana di Bari è un ente territoriale di area vasta di 1 218 191 abitanti, in Puglia, che, dal 1º gennaio 2015, sostituisce la soppressa provincia di Bari; è stata istituita l'8 aprile 2014 insieme ad altre quattordici città.
Si estende su una superficie di 3 825 km² e comprende 41 comuni: affacciata a nordest sul mare Adriatico, confina a ovest con la Basilicata, a nord con la provincia di Barletta-Andria-Trani e a sud con le province di Brindisi e Taranto.
La città metropolitana prende i propri simboli e gran parte del proprio territorio dall'antica Terra di Bari.

## Geografia fisica

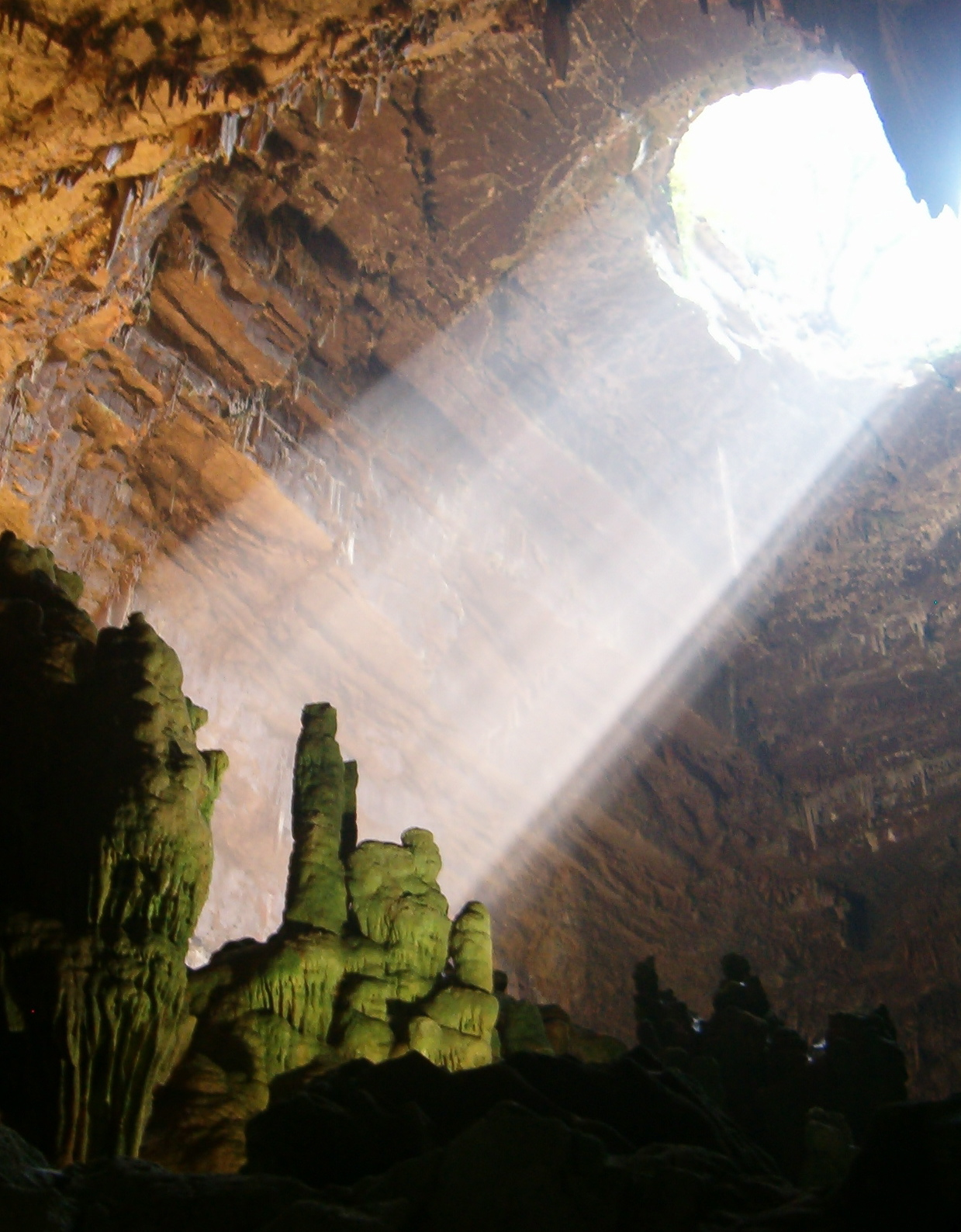
Le grotte di Castellana

La città metropolitana di Bari è situata nella parte centrale della Puglia, nella zona che prima era chiamata Terra di Bari e che comprendeva anche i comuni di Fasano e Cisternino, oggi in provincia di Brindisi, e parte dell'odierna Provincia di Barletta-Andria-Trani.
Il territorio è dominato dalle Murge, sistema di rilievi che superano anche i 600 metri di quota.
Il territorio murgiano, nella parte più interna, ospita a Gravina in Puglia il Parco nazionale dell'Alta Murgia, uno dei parchi nazionali di recente istituzione. Solo l'hinterland barese e la fascia costiera sono pianeggianti.
La città metropolitana in campo urbanistico si divide in due zone: il nord-barese e il sud-barese. Il nord barese presenta centri generalmente molto popolati (oltre a Bari che supera i 320 000 abitanti) come Altamura, Bitonto, Corato, Gravina in Puglia e Molfetta. Il sud-barese al contrario si distingue per la mancanza di questi grossi centri: l'unico comune ad attestarsi intorno ai 50 000 abitanti è Monopoli.
Nella parte meridionale della città metropolitana, al confine con la provincia di Taranto e Brindisi, è situata la Valle d'Itria e la zona della Terra dei Trulli, di cui fanno parte i comuni di Alberobello, Castellana Grotte, Noci, Locorotondo e Putignano.
Nella città metropolitana i fiumi scarseggiano e i laghi sono assenti del tutto. L'acqua però è presente nel sottosuolo a causa della natura estremamente carsica del terreno. Si formano così dei fiumi sotterranei (di cui tutta la Puglia è ricca) che scavano la roccia e creano delle grotte tra cui quelle più importanti e affascinanti di Castellana Grotte e di Curtomartino ad Acquaviva delle Fonti.
L'acqua nel sottosuolo porta alla formazione di numerosi pozzi artesiani che soddisfano, seppure parzialmente, il problema dell'assenza in territorio di acqua potabile. Quest'ultima, infatti, arriva nelle case tramite l'acquedotto pugliese, tra i più lunghi d'Europa, che viene alimentato con acqua di fiumi campani e lucani.
Il territorio coltivabile viene sfruttato con le coltivazioni di ulivo e di uva ma anche di ciliegie, di percoche, fioroni e di mandorle. Dalla detta attività agricola si ricava olio di oliva, vino e uva da tavola. Tra tutte le città produttrici di olio d'oliva spiccano Sannicandro di Bari con la sua qualità di oliva dolce per la quale vi è anche la sagra in paese che si svolge nel mese di ottobre, Bitonto, Corato, conosciuta per la sua qualità di oliva detta Coratina, e Giovinazzo. I centri di maggior produzione vitivinicola sono invece Gravina e Ruvo di Puglia, nel nord-barese, e Adelfia, Noicàttaro, Rutigliano e Locorotondo, nel sud-barese. Inoltre spicca la coltivazione di fioroni con Giovinazzo maggior esportatrice in Italia.
Importante è anche la produzione di ciliegie nelle campagne di Turi, Conversano, Sammichele di Bari e Casamassima.

## Paesaggio

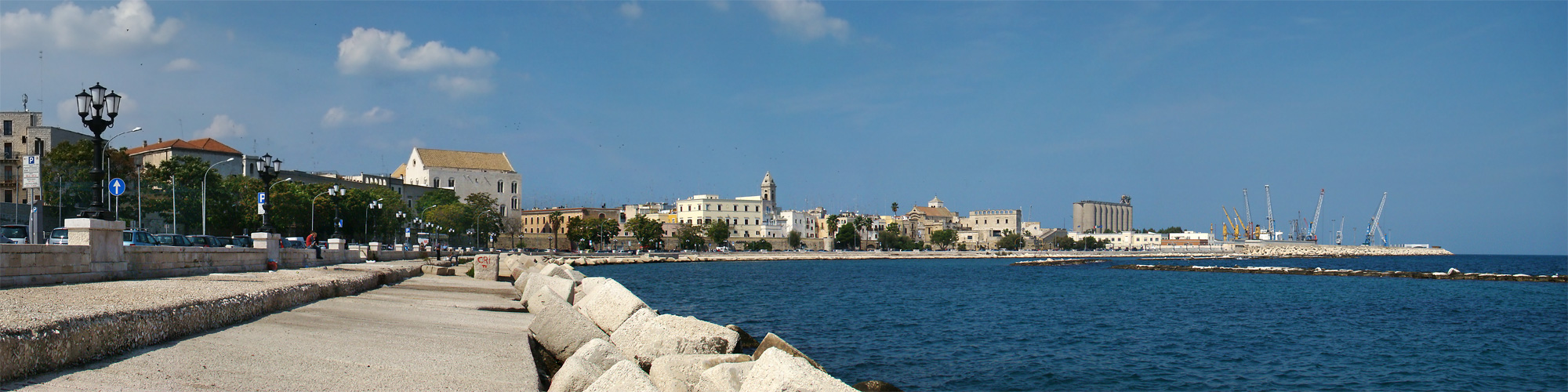
Panorama di Bari

### Alta Murgia
Il territorio dell'Alta Murgia occupa la porzione nord-occidentale del vasto Altopiano delle Murge esteso dalla Valle dell'Ofanto sino all'insellatura di Gioia del Colle e tra la Fossa bradanica e le depressioni vallive che si adagiano verso la costa adriatica.
Fanno parte i comuni metropolitani di Acquaviva delle Fonti, Altamura, Bitonto, Cassano delle Murge, Corato, Gioia del Colle, Gravina in Puglia, Grumo Appula, Poggiorsini, Ruvo di Puglia, Santeramo in Colle e Toritto.

### Puglia Centrale
Il territorio della Puglia Centrale si estende tra l'ultimo gradino della Murgia barese e la linea costiera. Ed è composto da due sistemi principali: la fascia costiera e la fascia pedemurgiana. È suddivisa quindi nella Piana olivicola del nord barese, nella Conca di Bari ed il Sistema Radiale delle Lame, nel Sud-est barese ed il Paesaggio del frutteto.
Fanno parte i comuni metropolitani di Acquaviva delle Fonti, Adelfia, Bari, Binetto, Bitetto, Bitonto, Bitritto, Capurso, Casamassima, Cassano delle Murge, Santeramo in Colle, Gioia del Colle, Cellamare, Conversano, Corato, Altamura, Gravina in Puglia, Giovinazzo, Grumo Appula, Modugno, Mola di Bari, Molfetta, Noicattaro, Palo del Colle, Rutigliano, Ruvo di Puglia, Sannicandro di Bari, Terlizzi, Toritto, Triggiano, Turi e Valenzano.

### Murgia dei Trulli o Bassa Murgia
Fanno parte i comuni metropolitani di Alberobello, Castellana Grotte, Sammichele di Bari, Locorotondo, Noci e Putignano.

### Paesi costieri
Fanno parte i comuni metropolitani di Molfetta, Giovinazzo, Mola di Bari, Polignano a Mare e Monopoli oltre al capoluogo.

## Storia

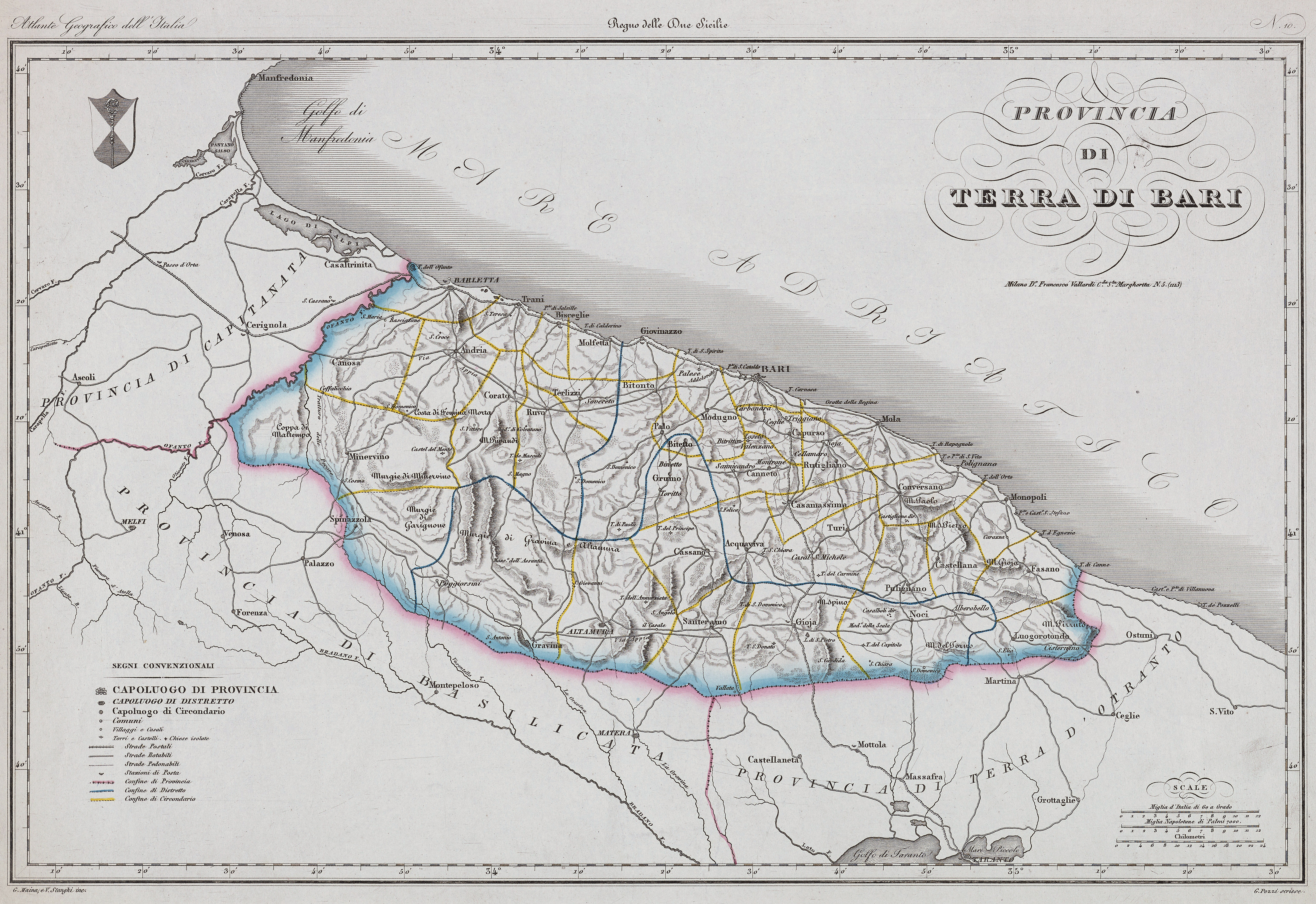
Terra di Bari

Il territorio metropolitano nel periodo pre-romano era abitato dai Peucezi, popolazione iapigia proveniente dall'Illiria. La città metropolitana di Bari fu detta per secoli Terra di Bari e corrispondeva all'ex provincia di Bari, con Fasano e Cisternino, e buona parte della provincia di Barletta-Andria-Trani.

## Monumenti e luoghi d'interesse
- Bari Vecchia
- Castello normanno-svevo (Bari)
- Duomo di Bari
- Basilica di San Nicola
- Trulli di Alberobello
- Casamassima

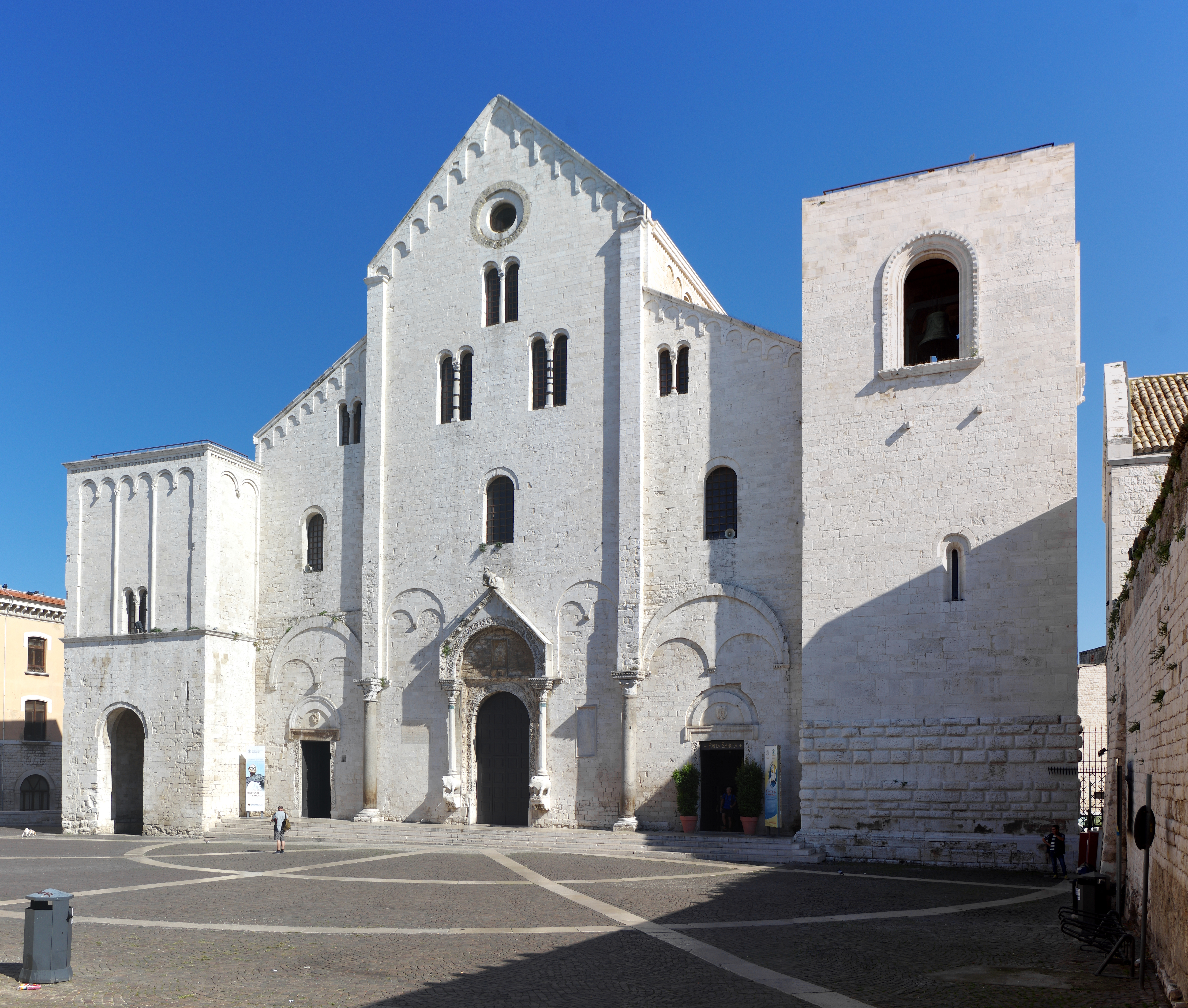
Basilica di San Nicola di Bari

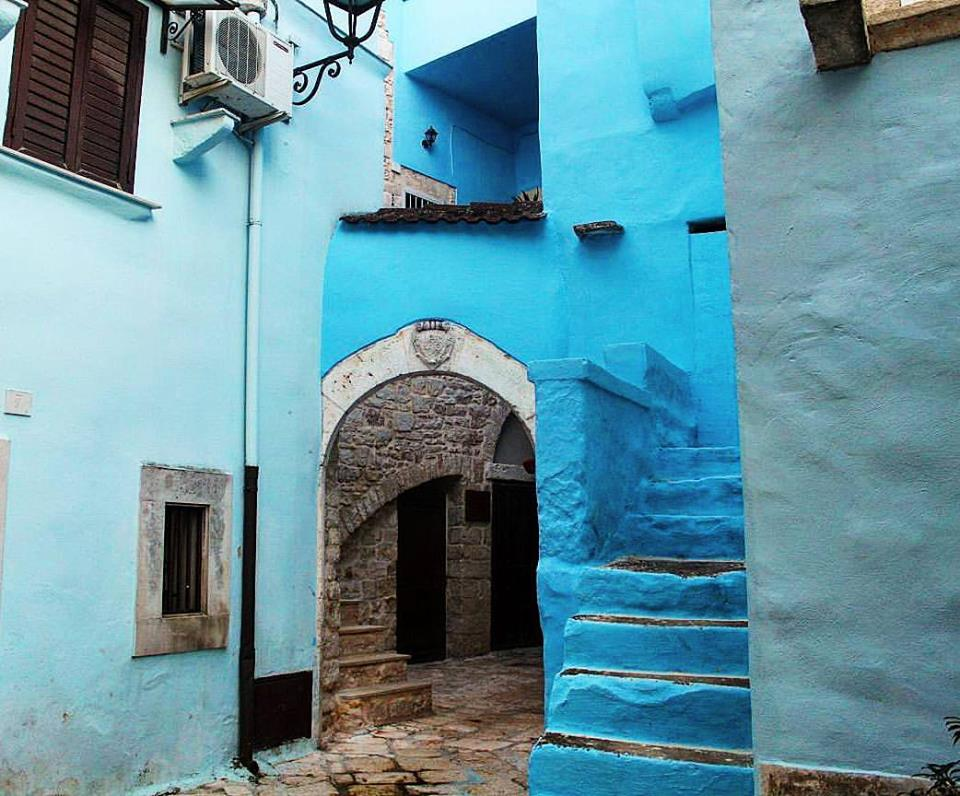
Casamassima, il paese azzurro

- Santuario Santa Maria degli Angeli di Cassano delle Murge
- Duomo di Altamura
- Cattedrale di Bitonto
- Torrione angioino di Bitonto
- Concattedrale di Ruvo di Puglia
- Centro storico di Ruvo di Puglia
- Museo Archeologico Nazionale Jatta di Ruvo di Puglia
- Grotta di San Cleto a Ruvo di Puglia
- Duomo di Molfetta

Chiesa Madre di Cassano delle Murge
- Grotte di Castellana a Castellana Grotte
- Gravina in Puglia
- Concattedrale di Santa Maria Assunta (Gravina in Puglia)
- Chiesa di San Michele delle grotte di Gravina in Puglia
- Castello di Conversano

Chiesa del Santissimo Crocifisso di Cassano delle Murge
- Cattedrale di Conversano

Grotta Nisco di Cassano delle Murge
- Centro storico di Acquaviva delle Fonti
- Santuario Reale Basilica Madonna del Pozzo Capurso
- Locorotondo
- Santuario di Santa Maria della Grotta a Modugno
- Castello angioino di Mola di Bari
- Monopoli
- Duomo di Monopoli
- Foresta Mercadante di Cassano delle Murge
- Polignano a Mare
- Abbazia di San Vito a Polignano a Mare
- Collegiata di Santa Maria della Colonna a Rutigliano
- Grotta di Sant'Angelo a Santeramo in Colle
- Centro storico di Turi

## Società
Nel 2010 la provincia di Bari si è piazzata al 93º posto nell'annuale classifica stilata da Il Sole 24 Ore sulla vivibilità delle 107 province italiane, conseguendo un discreto risultato nei parametri "servizi, ambiente e salute" e "tenore di vita", ma piazzandosi male in particolare per l'ordine pubblico. Nel 2022 la città metropolitana Bari si è piazzata 66ª su 107 province nella classifica sulla qualità della vita stilata da Il Sole 24 ORE.
Nel 2023 la città metropolitana di Bari è al 69º posto, perdendo 3 posizioni rispetto all'anno precedente.
| anno | Sole24Ore | ItaliaOggi | Ecosistema urbano (Legambiente) |
| ---- | --------- | ---------- | ------------------------------- |
| 2015 | 88°       | 93°        | 66°                             |
| 2016 | 85°       | 81°        | 84°                             |
| 2017 | 86°       | 96°        | 75°                             |
| 2018 | 77°       | 103°       | 80°                             |
| 2019 | 67°       | 86°        | 87°                             |
| 2020 | 72°       | 88°        | 84°                             |
| 2021 | 71°       | 86°        | 88°                             |
| 2022 | 66°       | 80°        | 85°                             |
| 2023 | 69°       | 82°        | 90°                             |

## Turismo

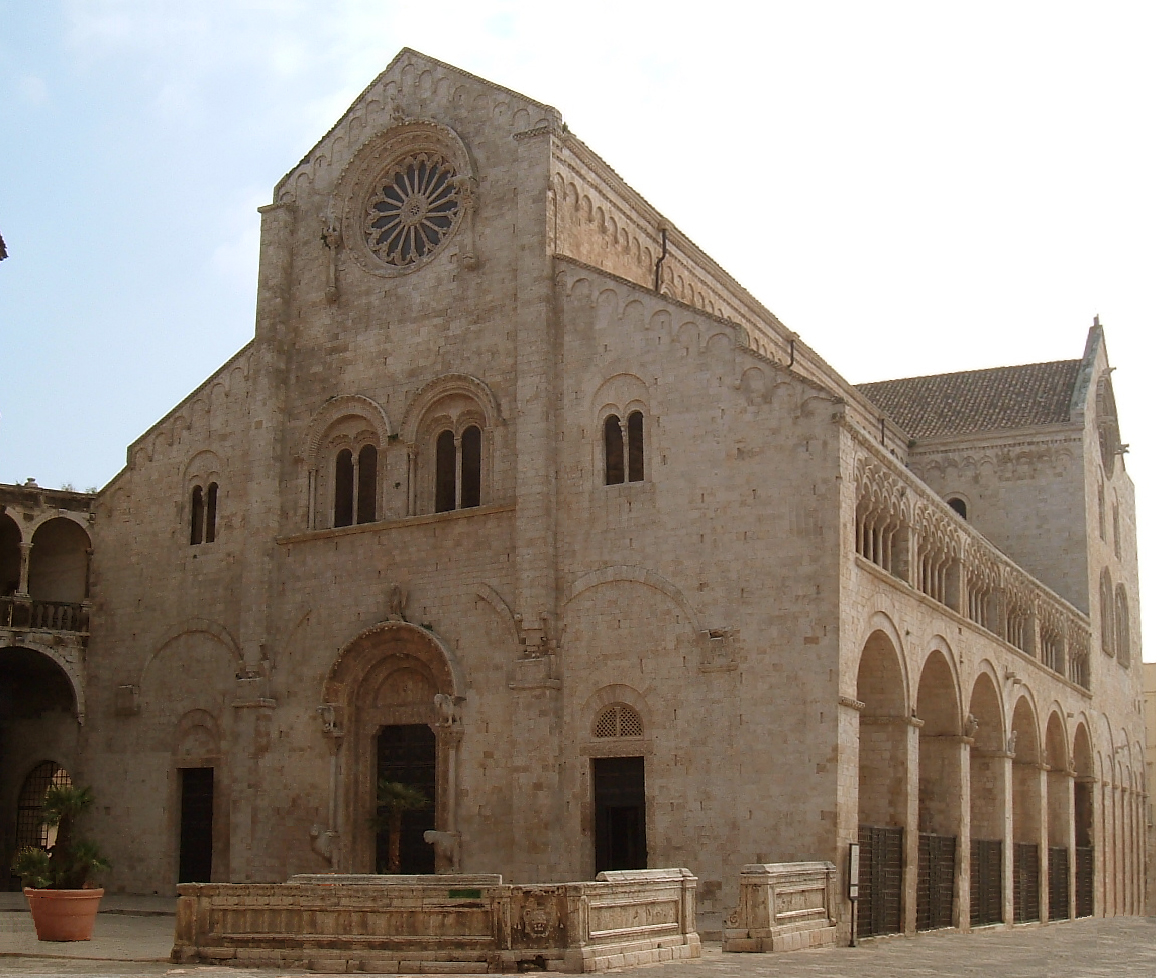
La concattedrale di Bitonto

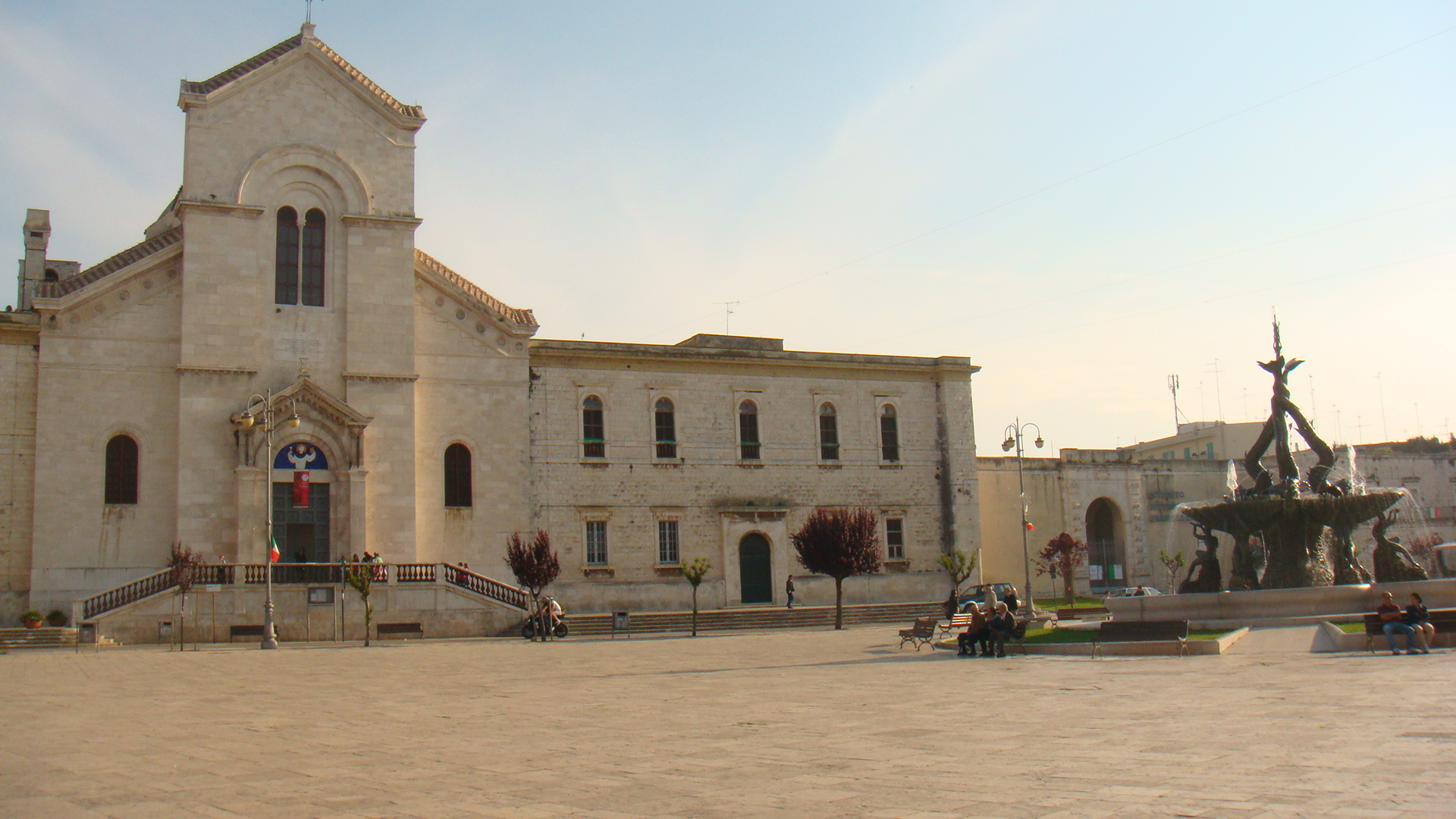
Piazza Vittorio Emanuele II e fontana dei Tritoni con alle spalle la chiesa di San Domenico a Giovinazzo

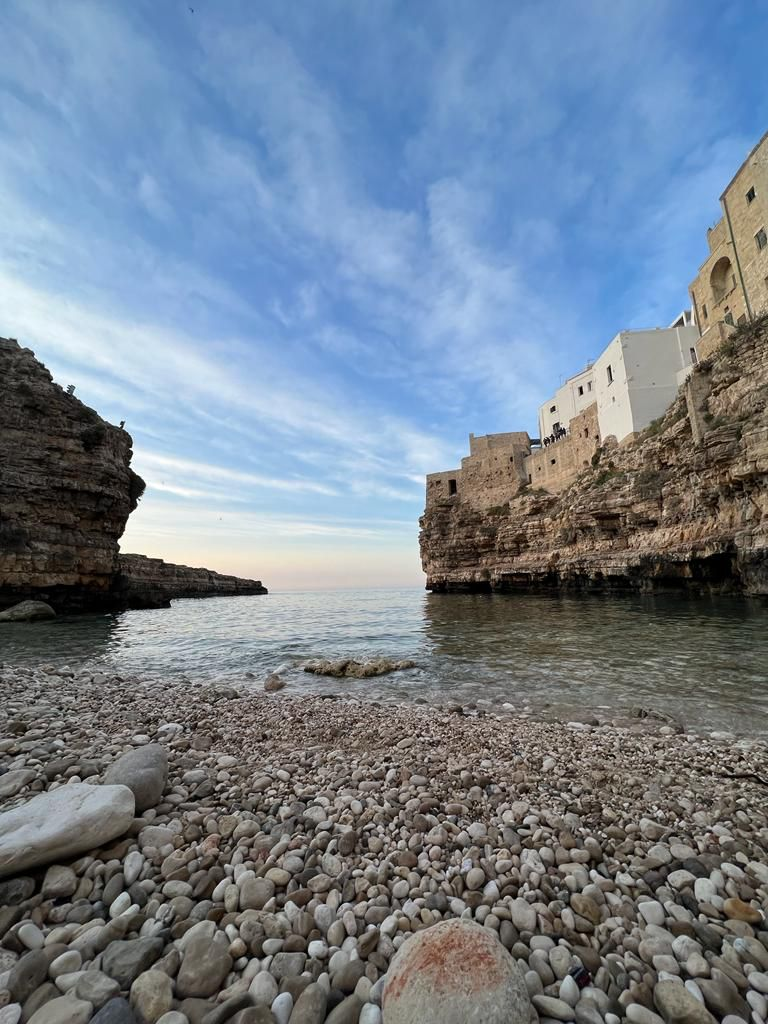
Lama Monachile (Polignano a Mare)

Il turismo culturale è basato soprattutto sulle città d'arte che puntano sui loro centri storici ricche di cattedrali in stile romanico pugliese, tra le quali spiccano quella di Altamura, di Bari, di Bitonto, di Giovinazzo, di Gravina in Puglia e di Ruvo di Puglia, e sui castelli svevi e normanno-svevi, tra cui quelli di Bari, di Gioia del Colle e di Sannicandro di Bari.

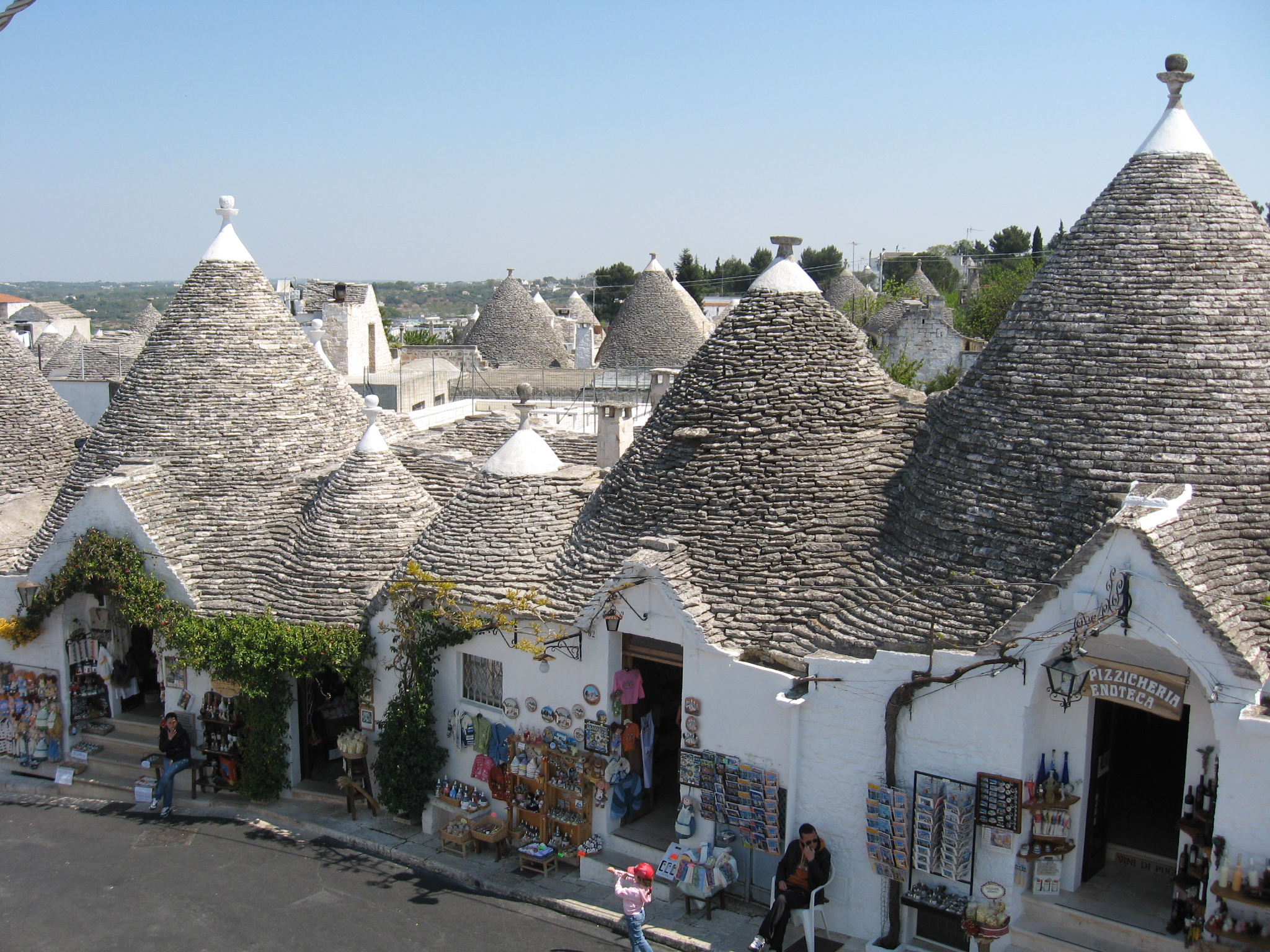
I trulli di Alberobello

Importante è il turismo che prevale nella Valle d'Itria di Locorotondo, la terra dominata da costruzioni a tetto conico. Alberobello è famosa per il suo centro storico, interamente strutturato dai tipici trulli.
Celebre è pure la cittadina di Rutigliano per la tradizionale attività figulina legata ai tegami di creta per la cottura di vivande e la produzione dei tipici fischietti in terracotta (finissime opere d'arte artigiana, di cui Rutigliano ne è la capitale). Ad essi è dedicata la tradizionale Fiera del Fischietto in terracotta città di Rutigliano che si tiene il 17 gennaio di ogni anno in occasione della festa di S. Antonio Abate. La città è stata fregiata, da qualche tempo, del titolo di città d'arte per il suo caratteristico centro storico, la Real Collegiata Santa Maria della Colonna e S. Nicola (chiesa matrice in romanico-pugliese) dell'XI secolo, entro cui si conserva il pregevole polittico quattrocentesco di Antonio Vivarini (il più antico presente in Puglia), la Torre Normanna (X secolo) superstite dell'antico castello rutiglianese, gli splendidi palazzi gentilizi come Palazzo Antonelli e Palazzo Moccia cinquecenteschi. La città ha il primato nazionale per l'esportazione di uva da tavola varietà Italia e Red Globe, assieme alle limitrofe Noicàttaro ed Adelfia. Nel mese di settembre viene organizzata una sfarzosa sagra dell'uva dedicata al prodotto tipico, nel weekend successivo la maggiore festa della città. Quest'ultima si tiene nei giorni 13-14-15 settembre, in onore del miracoloso SS. Crocifisso venerato nella chiesa dei Cappuccini.
Esiste anche il turismo di tipo naturalistico che sussiste nel Parco nazionale dell'Alta Murgia, le gravine di Gravina, l'habitat rupestre e la cultura rurale ed agri-turistica. Numerose masserie inoltre sono sparse intorno alle lame. Si ricordano tra le quali Lama Balice.

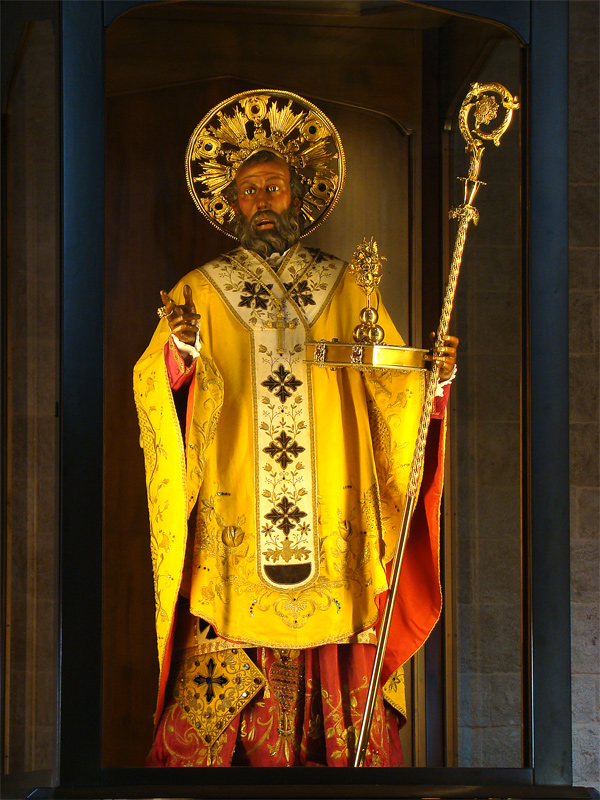
San Nicola, patrono di Bari, fulcro del turismo religioso nella città metropolitana

Importante anche il turismo religioso, a Bari con la Basilica di San Nicola e a Capurso con la Basilica di Santa Maria del Pozzo. A Bari interessa in particolare la presenza di pellegrini provenienti dalle nazioni dell'ex Unione Sovietica che, dopo la caduta del muro di Berlino, affluiscono sempre più numerosi alla tomba di San Nicola. La presenza della chiesa ortodossa e dei fedeli orientali è testimoniata dalla Chiesa Russa, costruita dallo Zar Nicola II, e dal 1º marzo 2009 restituita alla Federazione Russa.
Capurso è famosa per il culto della Madonna del Pozzo, dal 1705 è meta di pellegrinaggi. Suggestiva la cappella nella zona "Piscino" dove attraverso una scalinata scavata nella roccia si scende all'interno del pozzo, dove nel 1705 Don Domenico Tanzella ritrovò l'icona della Madonna, e dove grazie ad alcune fontanelle è possibile bere l'acqua ritenuta miracolosa.
Imponente la Reale Basilica, che dista pochi metri dalla cappella del pozzo, dove si venera l'icona della Madonna del Pozzo. La Basilica, di stile tardo barocco, è uno scrigno di arte e devozione. Al suo interno la Sala Mariana conserva opere d'arte e documenti storici del santuario ed è impreziosita da un pavimento policromo in maiolica che rispecchia il gusto del settecento napoletano. Interessante il museo degli ex-voto dove vengono catalogati ed esposti i donativi che i devoti e pellegrini hanno donato nei secoli come segno di grazie e guarigioni ottenute dalla Madonna del Pozzo.
Importante per il turismo religioso è anche quello della festa patronale in onore di San Rocco a Locorotondo nei giorni 14, 15, 16 e 17 agosto di ogni anno, da più di tre secoli, celebri le varie funzioni religiose e la Gara Pirotecnica di San Rocco tra le più antiche d'Italia.
Sempre per il turismo religioso, non va dimenticata Turi e i festeggiamenti del suo Patrono, Sant'Oronzo nei giorni 25-26-27 Agosto. Giorni nei quali è tutto un susseguirsi di manifestazioni religiose votive, che trovano il loro apice nel giorno 26, quando seguendo la paradosis Oronziana, che vuole che il Santo sia stato martirizzato nel 68 D.C. a Lecce, ai primi bagliori dell’alba, molti pellegrini raggiungono a piedi per assistere alla messa votiva, la grotta di Turi, ove sempre la paradosis, narra che il santo in tempo di persecuzione vi celebrasse l'eucaristia. Sotto la calura agostana si svolge la solenne processione del Santo in abiti vescovili, preceduto da sbandieratori e cavalcate in abiti storici di epoca barocca, e dalle antichissime arci-confraternite cittadine.  La sera del 26 il busto del Santo portato alla grotta la sera precedente, viene eretto su una torre lignea finemente decorata da maestri ebanisti locali, alta 14,80 metri e lunga 8, la quale viene trainata nella piazza cittadina da sei mule. Il Carro Trionfale con sopra la banda cittadina ed il busto del Santo benedicente, dopo aver effettuato una curva a gomito molto coreografica, attraversa il corso cittadino addobbato con arcate luminarie barocche, che talvolta assumono la forma di una vera e propria unica galleria, il tutto, in mezzo ai fuochi d’artificio, al lancio di fiori e palloncini per le due ali di folla festante che accompagnano la banda cittadina nella seguitissima gara musicale di “sfinimento”, con la banda ospite, sulle note della marcia “Mosè in Egitto” in onore del Santo Patrono.

### Città d'Arte

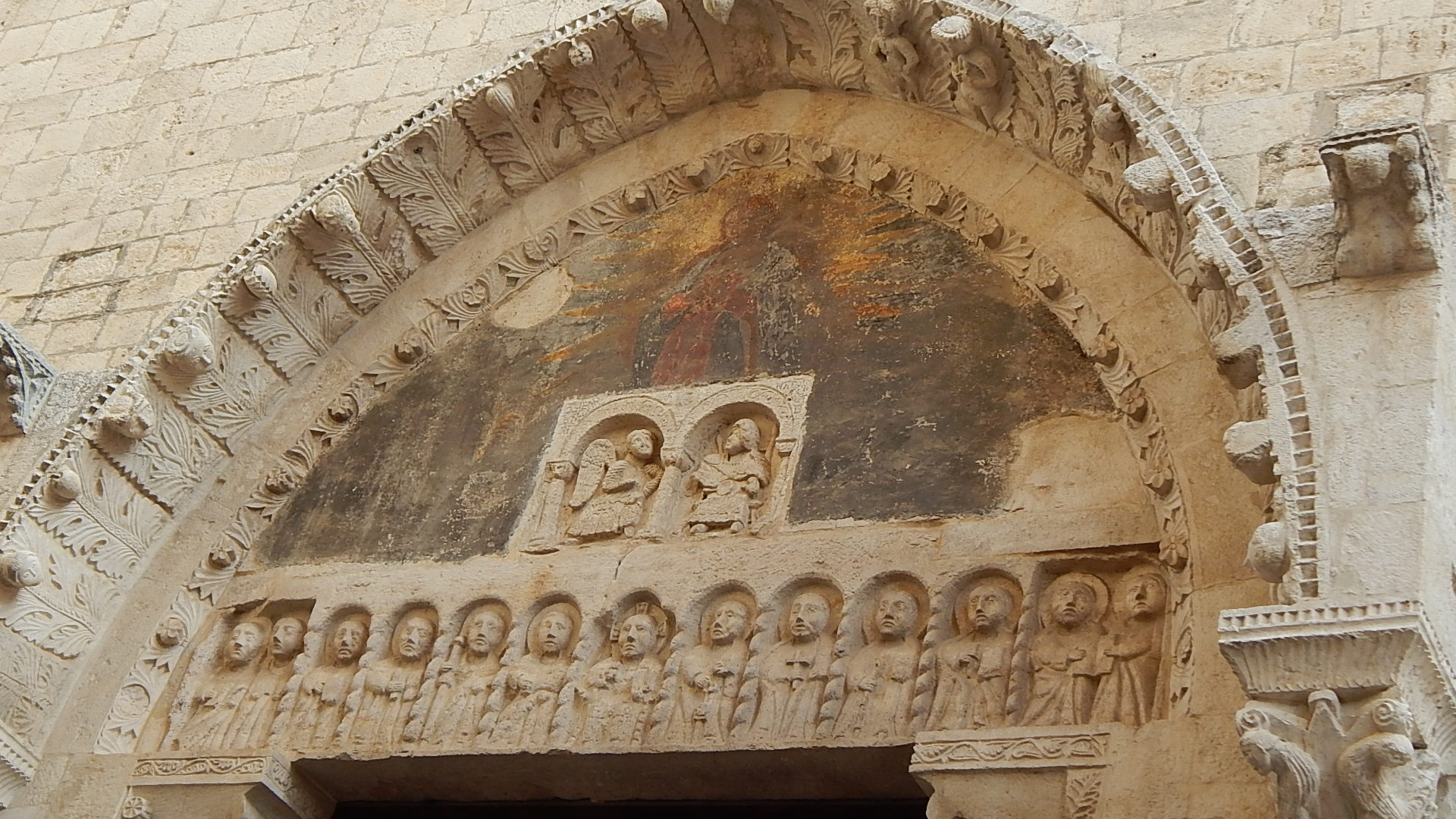
Rutigliano: lunetta archivoltata del portale romanico della Collegiata di Santa Maria della Colonna e San Nicola.

Le città d'arte della città metropolitana di Bari annoverate nell'albo delle città artistiche pugliesi sono:Altamura, Acquaviva delle Fonti, Bitonto, Conversano, Gravina in Puglia, Rutigliano, Santeramo in Colle e Ruvo di Puglia.

## Gastronomia
Piatti tipici della città metropolitana sono:
- orecchiette con le cime di rapa, simbolo della cucina barese, ma anche pugliese;
- Braciola di cavallo; involtino con prezzemolo, aglio tritato, formaggio romano a scaglie e pepe;
- fave, definite "la carne dei poveri";
- Pecora alla rizzaul, pilastro della cucina Altamurana;
- Fave e cicorie;
- cartellate, dolci di Natale costituiti da striscette arrotolate a chiocciola da un impasto di farina, olio, zucchero e cannella, fritte o cotte al forno e quindi immerse nel vin cotto e cosparse con zucchero a velo e cannella.
- calzone di San Leonardo, dolce natalizio consistente in una sfoglia di pasta esterna friabile modellata a forma di mezzaluna, ripiena di un impasto a base di mosto cotto e fichi secchi.
- Baccalà in umido con patate.
- Patate riso e cozze o patate riso e carciofi o anche patate riso e cardoncelli, cotti rigorosamente in terracotta.
- Panzerotti classici con pomodoro e fior di latte ma anche farciti.

### Simboli

Stemma nella versione aulica

## Infrastrutture e trasporti

### Strade
Strade statali
Strade provinciali

## Comuni metropolitani
| #  | Comune                | Residenti (28-02-22) | Superficie (km²) | Densità (ab/km²) | Altitudine (m s.l.m.) | Frazioni | Comuni confinanti |
| -- | --------------------- | -------------------- | ---------------- | ---------------- | --------------------- | --- | --- |
| 1  | Acquaviva delle Fonti | 20 012               | 132,03           | 152,18           | 300                   | Baronaggio, Cacascola, Curtomartino, Malano, Molignana, Scappagrano | Adelfia, Casamassima, Cassano delle Murge, Gioia del Colle, Sammichele di Bari, Sannicandro di Bari, Santeramo in Colle             |
| 2  | Adelfia               | 16 492               | 33,81            | 487,72           | 154                   | Canneto, Montrone | Acquaviva delle Fonti, Bari, Bitritto, Casamassima, Cassano delle Murge, Sannicandro di Bari, Valenzano                             |
| 3  | Alberobello           | 10 269               | 40,82            | 256,78           | 428                   | Coreggia | Castellana Grotte, Fasano (BR), Locorotondo, Martina Franca (TA), Monopoli, Mottola (TA), Noci, Putignano                           |
| 4  | Altamura              | 69 679               | 431,38           | 161,84           | 467                   | Curtaniello, Fornello, Madonna del Buon Cammino, Masseria Franchini, Casal Sabini, Parisi Vecchia, Selva, Graviscella | Bitonto, Cassano delle Murge, Gravina in Puglia, Grumo Appula, Matera (MT), Ruvo di Puglia, Santeramo in Colle, Toritto             |
| 5  | Bari                  | 316 113              | 116,17           | 2 694,35         | 5                     | Quartieri di Bari | Adelfia, Bitonto, Bitritto, Capurso, Giovinazzo, Modugno, Mola di Bari, Noicattaro, Triggiano, Valenzano                            |
| 6  | Binetto               | 2 138                | 17,65            | 121,81           | 170                   | | Bitetto, Bitonto, Grumo Appula, Palo del Colle, Sannicandro di Bari, Toritto                                                        |
| 7  | Bitetto               | 11 772               | 33,95            | 348,48           | 139                   | | Binetto, Bitonto, Bitritto, Modugno, Palo del Colle, Sannicandro di Bari                                                            |
| 8  | Bitonto               | 53 180               | 174,34           | 299,84           | 174,34                | Mariotto, Palombaio | Altamura, Bari, Binetto, Bitetto, Giovinazzo, Modugno, Palo del Colle, Ruvo di Puglia, Terlizzi, Toritto                            |
| 9  | Bitritto              | 11 263               | 17,98            | 627,19           | 102                   | | Adelfia, Bari, Bitetto, Modugno, Sannicandro di Bari                                                                                |
| 10 | Capurso               | 15 224               | 15,14            | 1 005,68         | 74                    | San Pietro, Superga | Bari, Casamassima, Cellamare, Noicattaro, Triggiano, Valenzano                                                                      |
| 11 | Casamassima           | 19 405               | 78,43            | 246,39           | 223                   | | Acquaviva delle Fonti, Adelfia, Capurso, Cellamare, Noicattaro, Rutigliano, Sammichele di Bari, Turi, Valenzano                     |
| 12 | Cassano delle Murge   | 14 968               | 90,2             | 162,17           | 341                   | Borgo Fra' Diavolo, Borgo Incoronata - Lagogemolo, Borgo Parco La Vecchia, Borgo dei Pini Mercadante, Circito, Collina S. Lucia, Costone di Bruno | Acquaviva delle Fonti, Adelfia, Altamura, Grumo Appula, Sannicandro di Bari, Santeramo in Colle                                     |
| 13 | Castellana Grotte     | 19 346               | 69,13            | 277,36           | 290                   | Genna, Regio, Fanelli, Cucumo, Pozzo Stramazzo, Rosatella, Torre di Mastro, Torre Due Pani, Oronzo Persio, Monte Cipolla, La Pergola | Alberobello, Conversano, Monopoli, Noci, Polignano a Mare, Putignano.                                                               |
| 14 | Cellamare             | 5 750                | 5,91             | 972,41           | 150                   | Cocevole | Capurso, Casamassima, Noicattaro |
| 15 | Conversano            | 25 707               | 128,42           | 201,00           | 219                   | Castiglione e parte di Triggianello | Castellana Grotte, Mola di Bari, Polignano a Mare, Putignano, Rutigliano, Turi                                                      |
| 16 | Corato                | 47 027               | 15,14            | 3 128,13         | 435                   | Oasi di Nazareth, Casa Messori | Andria (BT), Bisceglie (BT), Ruvo di Puglia, Trani (BT)                                                                             |
| 17 | Gioia del Colle       | 26 662               | 208,94           | 128,61           | 360                   | Colonia Hanseniana, Corvello, La Torre, Casino Eramo e Marzagaglia, Monte Sannace, Montursi, Santa Candida, Terzi, Villaggio Azzurro | Acquaviva delle Fonti, Castellaneta (TA), Laterza (TA), Mottola (TA), Noci, Putignano, Sammichele di Bari, Santeramo in Colle, Turi |
| 18 | Giovinazzo            | 19 436               | 44,3             | 437,20           | 7                     | Sette Torri, San Matteo, Le Macchie | Bari, Bitonto, Molfetta, Terlizzi                                                                                                   |
| 19 | Gravina in Puglia     | 42 792               | 384,73           | 110,90           | 338                   | Barisci, Dolcecanto, Lago di Serra del Corvo, Murgetta, Pantanella, Pescofaliero, Rifezza | Altamura, Poggiorsini, Ruvo di Puglia, Spinazzola (BT), Genzano di Lucania (PZ), Grottole (MT), Irsina (MT), Matera (MT)            |
| 20 | Grumo Appula          | 12 168               | 81,3             | 150,72           | 181                   | Mellitto | Altamura, Binetto, Cassano delle Murge, Sannicandro di Bari, Toritto                                                                |
| 21 | Locorotondo           | 13 924               | 48,19            | 292,05           | 410                   | Lamie di Olimpia, Laureto, San Marco, Crocifisso, Tagaro, Trito, Pentassuglia, Semeraro, Tommasone, Sant'Elia, Cerrosa, ecc. | Alberobello, Cisternino (BR), Fasano (BR), Martina Franca (TA)                                                                      |
| 22 | Modugno               | 36 414               | 32,24            | 1 154,28         | 79                    | Capo Scardicchio | Bari, Conversano, Noicattaro, Polignano a Mare, Rutigliano                                                                          |
| 23 | Mola di Bari          | 24 505               | 50,94            | 482,33           | 5                     | Cozze, San Materno | Bari, Conversano, Noicattaro, Polignano a Mare, Rutigliano                                                                          |
| 24 | Molfetta              | 57 510               | 58,97            | 978,15           | 15                    | Gavetone, Località Via Terlizzi, Madonna della Rosa-Carrare, Piscina Rossa | Bisceglie (BT), Giovinazzo, Terlizzi                                                                                                |
| 25 | Monopoli              | 47 913               | 157,89           | 303,16           | 9                     | Contrade dell'agro | Alberobello, Castellana Grotte, Fasano (BR), Polignano a Mare                                                                       |
| 26 | Noci                  | 18 398               | 148,82           | 124,31           | 420                   | Lamadacqua | Putignano, Castellana Grotte, Gioia del Colle, Mottola (TA), Alberobello, Martina Franca (TA)                                       |
| 27 | Noicattaro            | 25 935               | 40,79            | 636,92           | 100                   | Parchitello, Scizzo, Città Giardino, Borgo Regina, Poggioallegro, Poggetto, San Pio, Parchitello Alta | Bari, Capurso, Casamassima, Cellamare, Mola di Bari, Rutigliano, Triggiano                                                          |
| 28 | Palo del Colle        | 20 664               | 79,71            | 259,35           | 177                   | Auricarro | Bitonto, Toritto, Binetto, Bitetto                                                                                                  |
| 29 | Poggiorsini           | 1 286                | 43,44            | 30,57            | 460                   | | Genzano di Lucania (PZ), Gravina in Puglia, Spinazzola (BT)                                                                         |
| 30 | Polignano a Mare      | 17 653               | 63,09            | 277,23           | 24                    | San Vito, Casello Cavuzzi, Chiesa Nuova, San Giovanni e parte di Triggianello | Castellana Grotte, Conversano, Mola di Bari, Monopoli                                                                               |
| 31 | Putignano             | 25 900               | 100,16           | 258,67           | 372                   | Bacano, Chiancarosa, Gorgo di Mola, Marchione, Parco Grande, San Michele, San Michele in Monte Laureto, San Pietro Piturno | Castellana Grotte, Conversano, Gioia del Colle, Noci, Turi                                                                          |
| 32 | Rutigliano            | 18 258               | 53,85            | 342,07           | 125                   | San Materno, Caggiano, Castiello, Ciccopinto, Pozzo Falco, San Lorenzo | Casamassima, Conversano, Mola di Bari, Noicattaro, Turi                                                                             |
| 33 | Ruvo di Puglia        | 24 472               | 223,83           | 110,69           | 266                   | Calendano | Altamura, Andria (BT), Bisceglie (BT), Bitonto, Corato, Gravina in Puglia, Spinazzola (BT), Terlizzi                                |
| 34 | Sammichele di Bari    | 6 037                | 34,23            | 180,28           | 280                   | | Gioia del Colle, Turi, Casamassima, Acquaviva delle Fonti                                                                           |
| 35 | Sannicandro di Bari   | 9 588                | 56,79            | 170,08           | 183                   | | Acquaviva delle Fonti, Adelfia, Binetto, Bitetto, Bitritto, Cassano delle Murge, Grumo Appula                                       |
| 36 | Santeramo in Colle    | 25 748               | 144,86           | 177,66           | 489                   | Jazzitiello, Alessandriello, Iesce, Guardiola, Vallone della Silica | Acquaviva delle Fonti, Altamura, Cassano delle Murge, Gioia del Colle, Laterza (TA), Matera (MT)                                    |
| 37 | Terlizzi              | 26 115               | 69,23            | 378,17           | 190                   | Sovereto, Cesano | Bisceglie (BT), Bitonto, Giovinazzo, Molfetta, Ruvo di Puglia                                                                       |
| 38 | Toritto               | 8 014                | 75,35            | 108,50           | 240                   | Quasano | Altamura, Binetto, Bitonto, Grumo Appula, Palo del Colle                                                                            |
| 39 | Triggiano             | 26 010               | 20,11            | 1 304,12         | 60                    | | Bari, Capurso, Noicattaro |
| 40 | Turi                  | 12 906               | 71,4             | 181,21           | 251                   | Paffendàlle, Borgo Messina, Borgo Antico, Borgo Vecchio, Borgo Nuovo, Lamarossa (contrada, direzione Rutigliano), La Difesa (contrada, direzione Casamassima), Trisore (contrada, direzione Gioia), Frassineto (contrada, direzione Gioia), Matinelle (contrada, direzione Gioia-Putignano) | Casamassima, Conversano, Gioia del Colle, Putignano, Rutigliano, Sammichele di Bari                                                 |
| 41 | Valenzano             | 17 401               | 15,98            | 1 088,11         | 85                    | Lamie (San Lorenzo) | Adelfia, Bari (Carbonara di Bari, Ceglie del Campo), Capurso, Casamassima                                                           |
|    | TOTALE                | 1 223 974            | 3 825            | 319,69           |                       | | |

## Amministrazione

### Sindaci metropolitani
| Nº | Nº | Ritratto | Nome           | Mandato        | Mandato       | Partito             | Carica                |
| Nº | Nº | Ritratto | Nome           | Inizio         | Fine          | Partito             | Carica                |
| -- | -- | -------- | -------------- | -------------- | ------------- | ------------------- | --------------------- |
| 1  |    |          | Antonio Decaro | 1º giugno 2015 | 9 luglio 2024 | Partito Democratico | Sindaco metropolitano |
| 2  |    |          | Vito Leccese   | 9 luglio 2024  | in carica     | Partito Democratico | Sindaco metropolitano |